# Autokampioen
De AutoKampioen was een wekelijks verschijnend Nederlands automagazine voor autoliefhebbers dat werd uitgegeven door de ANWB. De laatste jaren van zijn bestaan werd het een tweewekelijks blad. De AutoKampioen bevatte testverslagen, nieuws over auto's en informatie over occasions alsmede vele nuttige technische informatie en had in 2008-2009 een oplage van 38.691 exemplaren.
De AutoKampioen was het langstlopende autotijdschrift van Nederland. In 2006 vierde het blad zijn 75-jarig jubileum. Vanwege de teruglopende advertentieinkomsten, oplages en vooral concurrentie van andere autobladen en omdat de ANWB zich wilde concentreren op de informatievoorziening via internet gaf men aan dat men op 16 december 2010 de laatste editie uitgeeft. Na 80 jaar hield het tijdschrift op te bestaan.
Aan het hoofd van de redactie van de AutoKampioen stond hoofdredacteur Jos Vroomans. Tot de redactie behoorden verder Gert Wisse, Adriaan Huigen en Wim Ruberg.

## Oplage
| Jaar | Betaalde gerichte oplage | Totaal verspreide oplage |       |
| ---- | ------------------------ | ------------------------ | ----- |
| 2004 | 47.471                   | 49.210                   | [ 2 ] |
| 2006 | 37.330                   | 38.556                   | [ 3 ] |
| 2007 | 33.209                   | 35.761                   | [ 4 ] |